# Chrysocraspeda abhadraca
Chrysocraspeda abhadraca là một loài bướm đêm trong họ Geometridae.